# Ville-en-Tardenois
Ville-en-Tardenois település Franciaországban, Marne megyében. Lakosainak száma 648 fő (2022. január 1.). Ville-en-Tardenois Tramery, Chambrecy, Champlat-et-Boujacourt, Jonquery, Lhéry, Poilly, Romigny és Sarcy községekkel határos.

## Népesség
A település népessége az elmúlt években az alábbi módon változott:
| Lakosok száma | 363  | 332  | 530  | 542  | 642  | 659  | 657  | 648  | 642  | 648  |
|               | 1968 | 1982 | 1990 | 2006 | 2013 | 2015 | 2017 | 2019 | 2020 | 2022 |